# 리스 쉬어스미스
리스 쉬어스미스(1969년 8월 27일 ~ )는 잉글랜드의 배우이다. 그는 스티브 펨버튼, 마크 게이티스, 제레미 다이슨과 함께 젠틀맨 리그의 멤버로 가장 잘 알려져 있다. 펨버튼과 함께, 그는 후에 시트콤 싸이코빌과 블랙 코미디 앤솔로지 시리즈인 Inside No. 9을 만들고, 주연을 맡았다.
그는 또한 스페이스드와 지구가 끝장 나는 날에서도 역할을 맡았다.